# 飯盛山 (福島県)
飯盛山（いいもりやま）は福島県会津若松市にある標高314mの山。またその周辺（周辺の主な範囲についてはこちらを参照）。白虎隊十九士自刃の地としても知られている。

## 概要

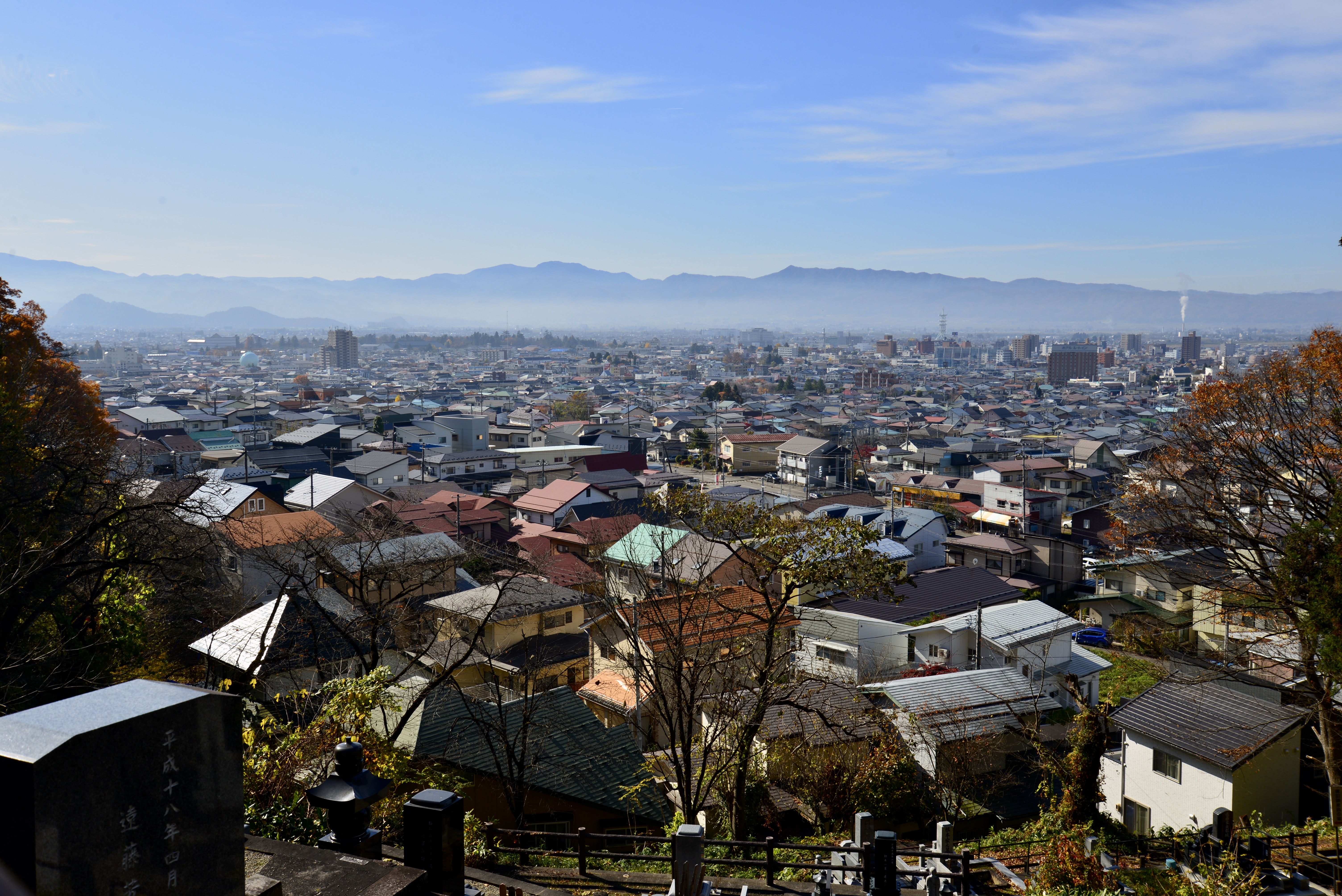
飯盛山より望む会津若松市街地

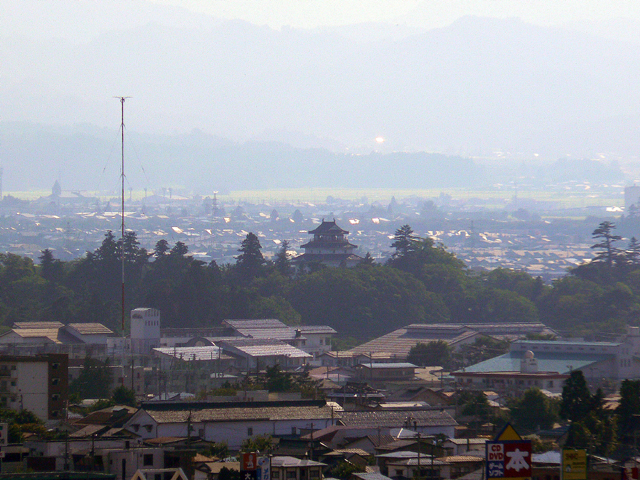
白虎隊十九士自刃の地から見る鶴ヶ城（望遠画像）

会津若松市中心部の北東方の郊外に位置する標高314mの山である。会津若松市一箕町（いっきまち）に属し、JR会津若松駅からはほぼ真東にあたる。
「飯盛山」という名前の由来は、この山が飯を盛ったような形なので、この名前が付けられた。
戊辰戦争（会津戦争）において会津藩は年齢別に部隊を再編し、16歳から17歳の者で白虎隊を編成した。白虎隊士中二番隊は慶応4年（1868年）8月23日早朝から戸ノ口原の戦いに臨んだが、死傷者が多く出たため退却し、戸ノ口堰洞門を経て飯盛山にたどり着いた。しかし、鶴ヶ城天守を覆うほどの黒煙を目にし、捕まり生き恥を晒すよりはと自刃した地である。白虎隊士の遺体に触れることは許されず、約3ヶ月後に付近の村人らによって飯盛山ふもとの宝光山妙國寺に密かに仮埋葬され、1872年（明治2年）に改葬が許された。飯盛山には会津飯盛山白虎隊士墳墓域（登録記念物）や白虎隊記念館がある。
山へ登るには徒歩で登るコースと「飯盛山スロープコンベア」（有料エスカレータ）で登るコースがある。
頂上からは、会津若松市内が一望できる。テレビ朝日系ドラマ『白虎隊』のロケ地でもある。

## 史跡等
会津飯盛山白虎隊士墳墓域
白虎隊士の墳墓域は「会津飯盛山白虎隊士墳墓域」として国の登録記念物（遺跡関係）となっている。「白虎隊十九士の墓」には、年間200万人の観光客が訪れる。
石部桜
飯盛山北側の畑地にあるエドヒガンの桜の木で、1968年（昭和43年）に会津若松市の天然記念物に指定された。NHK大河ドラマ『八重の桜』のオープニング映像終盤で登場する。
旧正宗寺三匝堂（さざえ堂）
寛政8年（1796年）に飯盛山に建立された独特の二重螺旋のスロープを持つ御堂で、正式名称は円通三匝堂で国指定重要文化財となっている（登録名は「旧正宗寺三匝堂」）。

## アクセス
- JR会津若松駅前4番バス乗場からまちなか周遊バス「あかべぇ」で約5分、「飯盛山下」下車。徒歩2分。
- JR会津若松駅前1番バス乗場から「千石・神明線　千石先回り」で約4分、「八角町(やすみまち)」下車。徒歩7～10分程度。
- JR会津若松駅前2番バス乗場から「金堀行」で約13分、「滝沢」下車。徒歩3分。
- 自家用車の場合は、飯盛山観光案内所の西側にある「市営観光無料駐車場」を利用するか、近隣の土産物店等の有料駐車場を利用する。